# Marcel Maijer
 Ikke at forveksle med politikeren Marcel Meijer.
Marcel Maijer er en hollandsk tv-vært. Maijer er Formel 1-kommentator for den hollandske tv-station RTL 7.